# برونيه هاي
برونيه هاي (بالإسبانية: Brunet Francisco Hay) (7 سبتمبر 1984 ببنما في بنما - ) هو لاعب كرة قدم بنمي في مركز الهجوم. لعب مع إنديبندينتي ميديلين ونادي أوربرو ونادي راسينغ مونتيفيديو وSan Francisco F.C. ‏ وCortuluá ‏ وA.D. Municipal Pérez Zeledón ‏ وسبورتينغ سان ميغيليتو وAcademia F.C. ‏ وBelén F.C. ‏ وناسيونال بوتوسي ونادي ديبورتيفو أراب يونيدو ونادي هيريديانو ونادي تاورو ‏.

## وصلات خارجية
- برونيه هاي على موقع قاعدة بيانات كرة القدم.إي يو (الإنجليزية)
- برونيه هاي على موقع Soccerway.com (الإنجليزية)